# The Midnight Organ Fight
The Midnight Organ Fight ist das zweite Studioalbum der schottischen Indie-Rockband Frightened Rabbit. Das Album wurde 2007 in Tonstudios in Bridgeport, Connecticut, Highland Mills, New York und Glasgow, Schottland aufgenommen und am 14. April 2008 über das Independent-Label FatCat Records veröffentlicht. Von Kritikern als „eine der besten [Trennungsplatten] der letzten Zeit“ bezeichnet, beschrieb Frontmann Scott Hutchison das Album als „viel intensiver“ als seinen Vorgänger Sing the Greys (2006). Nach der Fertigstellung des Albums dauerte es etwa einen Monat, bis er es sich anhören konnte. Der Titel des Albums stammt aus einer Zeile des Songs Fast Blood und soll ein Euphemismus für Sex sein.
Bei seiner Veröffentlichung wurde das Album von der Kritik sehr positiv aufgenommen. Das Lob bezog sich oft auf das Songwriting, die ehrliche Lyrik und den leidenschaftlichen Einsatz der Band. Das Album, das als Vorzeigewerk der modernen schottischen Musik gilt, hat auch lange nach seiner Veröffentlichung noch Anerkennung gefunden und wurde in verschiedenen Kritikerlisten zum Jahresende und zum Ende des Jahrzehnts aufgeführt.

## Entstehung und Aufnahme

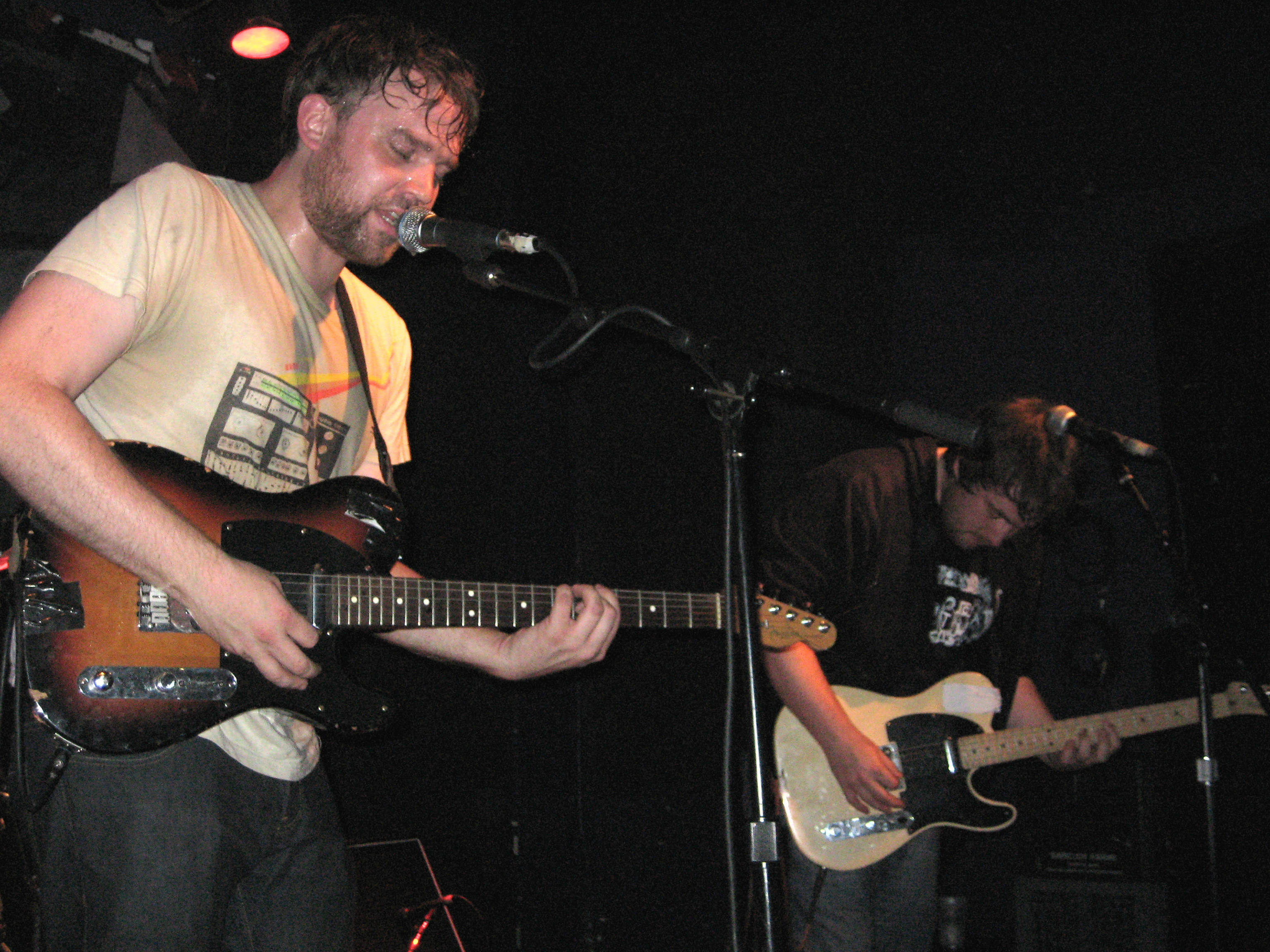
Scott Hutchison (links) bei einem Auftritt von Frightened Rabbit (2006)

Ursprünglich als Soloprojekt des Sängers, Gitarristen und Texters Scott Hutchison im Jahr 2003 gegründet, veröffentlichte Frightened Rabbit 2006 Sing the Greys – quasi ein Demo-Album – in einer Auflage von 1.000 Exemplaren. Nachdem die Band 2007 bei dem unabhängigen Label FatCat Records unterschrieben hatte, wo sie sich durch Mundpropaganda allmählich einen Namen gemacht hatte, nahm die Band einige Teile des Albums neu auf und veröffentlichte es anschließend erneut, um es als „Vorgeschmack“ auf neues Material zu nutzen. Für die Aufnahmen von The Midnight Organ Fight war die Band einen Monat lang bei Produzent Peter Katis (The National, Interpol) in dessen Heimstudio in Connecticut untergebracht. Hutchison beschrieb die Produktion als „harte Arbeit“, da sie „wirklich lange Tage mit den Aufnahmen verbracht haben“. Trotzdem lobte er die Arbeit von Katis, da er in der Lage war, „den Liedern eine klangliche Stärke zu verleihen und eine Atmosphäre zu schaffen, die ganz und gar seine eigene ist. Er hat uns sozusagen aus dem Indie-Rock-Keller in eine üppigere Klanglandschaft gezogen. Er hat eine große Pop-Sensibilität“.
Zum Schreiben des Albums erklärt Hutchison: „Normalerweise ist es zuerst die Musik, und ich summe und singe Silben, um den Rhythmus und die Melodie herauszufinden, dann schreibe ich schließlich den Songtext. Die meisten Songs entstehen zufällig, und sie sind auch nicht besonders ausgeklügelt. Es ist sehr wichtig, den Zuhörer zu berühren, und ich denke, das ist das Hauptziel von Musik: einen anderen Menschen etwas fühlen zu lassen.“ Auf die Frage nach seiner Gitarrenarbeit auf dem Album sagte der Frontmann: „Ich liebe die Herausforderung von 22 Bünden, sechs Saiten und zu sehen, was ich damit machen kann. Im Gegensatz zu einem Effektgerät, mit dem man die Musik verändern kann, gibt es so eine große Bandbreite an Klängen, die man mit einer Gitarre erzeugen kann, und es macht Spaß, jedes Mal, wenn man sie in die Hand nimmt, andere Klänge zu erzeugen“. In Bezug auf die Songtexte sagte Hutchison, dass „die meisten Texte ziemlich direkt sind“ und dass das Album „fast vollständig ausdrückt, was passiert ist“. Bezüglich des persönlichen Charakters der Songtexte erklärt Scott, dass er „nicht wirklich über etwas anderes schreiben konnte, und ich kann mir die Ereignisse in jedem Song immer noch vorstellen, was die Übermittlung vielleicht noch echter macht“. Das Artwork für das Album wurde ebenfalls ausschließlich von Hutchison erstellt, nachdem er vier Jahre an der Kunsthochschule verbracht hatte: „Ich wollte nicht unbedingt Illustrator werden, also wollte ich die Regeln, die ich gelernt habe, auf alles anwenden, was ich tue, sei es in einer Bank zu arbeiten oder Musik zu schreiben“.

## Rezeption

### Kritik
The Midnight Organ Fight wurde bei seiner Veröffentlichung von der Kritik sehr gelobt. Auf der Website Metacritic, die sechzehn Kritiken zusammenfasst, erhielt das Album eine gewichtete Wertung von 80/100.
Josh Model von The A.V. Club bewertete das Album mit „A-“ und lobte besonders die Ehrlichkeit des Albums: „Es sind Hutchisons absolut glaubwürdige Verzweiflung und die offenen Texte, die das Ganze von gut zu großartig machen. Es ist nicht leicht zu hören, aber nichts ist so ehrlich und kraftvoll“.
Travis Parno von AbsolutePunk bewertete das Album mit 86 % und fasste den Sound des Albums als „düster, wandernd und mutwillig“ zusammen. Irgendwie bleibt die Musik jedoch „seltsam zugänglich und verdammt erbaulich“.
Der Drowned-in-Sound-Autor Jordan Dowling bewertete das Album mit neun von zehn Punkten und lobte die Einfachheit der Songstrukturen, während er feststellte, dass die Band „die instrumentalen Passagen, die sich durch ihre erste Veröffentlichung schlängelten, entfernt und 14 glückselig einfache Popsongs geschaffen hat“.
Mischa Pearlman, der für The Fly schrieb, vergab eine nahezu perfekte Bewertung von 4,5/5. Er meinte, dass „es eine zitternde, bebende Anstrengung von abgenutzten Gitarren, zerschossenen Nerven, existenziellen Krisen und einem traurigen, verdrehten Herzen ist. Grandios“.
Die Website IGN bewertete das Album mit 9,8/10 und lobte es als „modernen Klassiker“. Der Autor Chad Grischow kommentiert, dass The Midnight Organ Fight „auf triumphale Weise Herz, Seele, Füße und Verstand auf einmal füttert und schon nach einmaligem Hören zum Lieblingsalbum wird. Frightened Rabbit ist eine der seltenen Bands, die ihren Sound auf ihrem zweiten Album perfektioniert haben“. Das Album wurde außerdem mit einem Editors Choice Award ausgezeichnet.
Jon Burke, der für das LAS Magazin schrieb, vergab eine Punktzahl von 9,5/10 und bemerkte: „In diesen Songs steckt eine Ehrlichkeit, die man auf dem meisten überheblichen Brei, der als 'das nächste große Ding' angepriesen wird, nicht finden kann. Ob man das nun akzeptieren will oder nicht, Fakt ist, dass die schottischen Hutchinson-Brüder mit The Midnight Organ Fight eine süße und kraftvolle Sammlung von Songs geschaffen haben.“
Das Mojo-Magazin gab dem Album vier von fünf Sternen und meinte: „Was wie ein deprimierendes Werk angstvoller Schwelgerei klingen mag, ist in Wirklichkeit eine erhebende Platte kantigen Alt-Folks“, während die Schwesterpublikation Q, die ebenfalls vier Sterne vergab, feststellte: „Midnight Organ Fight hält mehr als das, was es verspricht: tonnenweise spitze Energie, richtige Melodien und ein echter lyrischer Biss wie bei The Modern Leper“.
Rebecca Raber von Pitchfork bewertete das Album mit 8,1 und bemerkte, „obwohl ihre Methoden altbewährt sind, ist ihr Produkt einzigartig, wie ihr durchweg großartiges zweites Album beweist. Midnight Organ Fight ist voll von mitreißenden Ohrwürmern, die vor Soul nur so strotzen, von Balladen, die vor männlicher Verletzlichkeit schmerzen, und von Frightened Rabbits bisher bestem Song, dem Opener The Modern Leper“.
Der NME schloss sich dieser Meinung an und erklärte, das Album sei „düster… aber auch wunderschön, abgrundtief ehrlich, düster-komisch und unmöglich grandios“.
Das schottische Magazin The Skinny beschrieb das Album als eines, „das eine Reihe von Emotionen hervorruft, aber im Allgemeinen beschwingt zurücklässt; genug, um in Frightened Rabbits einzigartigem Idiom das Blut in Strömen fließen zu lassen“.
Adam Knott von Sputnikmusic bewertete das Album mit 4,5/5 und fasste zusammen, dass es der Band „gelingt, Indie-Rock und Spuren von Folk in 48 Minuten treibender und emotionaler Melodien zu mischen, die einen aufrichten, niederschmettern und schließlich zum Abschluss bringen. Es ist nachdenklich, aber nicht selbstverliebt, zugänglich, aber keineswegs generisch, und brillant energetisch, aber nicht ohne seine zärtlicheren Momente“.
Tobias Hinrichs von Plattentests.de vergab eine Wertung von 8/10 und resümierte „Das Heruntergekochte, das Universelle, das Zweifelnde und Fragende – käme noch der (verdiente) Ruhm dazu, wären Frightened Rabbit wahrlich die Propheten ihrer selbst.“

### Musiker
Nicht nur die Presse lobte das Album, auch mehrere Musikerkollegen schätzten es sehr. Der Bassist von Death Cab for Cutie, Nick Harmer, bezeichnet das Album als sein Lieblingsalbum aus dem Jahr 2008: „Es ist lyrisch perfekt, mit Worten, die einen direkt ins Herz treffen. Und gepaart mit Scott Hutchisons Gesang ist das Ganze einfach umwerfend.“ Die Band unterstützte später Death Cab for Cutie auf ihrer UK-Tour im November.
Biffy-Clyro-Frontmann Simon Neil erklärte in einem Interview im Oktober 2008, dass The Modern Leper sein Lieblingssong des Jahres sei, und Frightened Rabbit wurden bald als Hauptsupport für ihre Dezembertournee angekündigt: „Wir freuen uns unglaublich, euch mitteilen zu können, dass wir in London, Birmingham, Manchester und Glasgow von den brillanten Frightened Rabbit begleitet werden, deren Album The Midnight Organ Fight eines der besten Alben des Jahres ist. Absolut fantastisch. Hört es euch an. Jetzt.“
Fightstar-Sänger und -Gitarrist Charlie Simpson behauptete, die Band sei „bei weitem das Beste, was ich seit langem gehört habe“ und lobte das Album, indem er hinzufügte: „Es ist einfach vollgestopft mit wunderschönen Melodien und so ergreifenden Texten, dass man noch lange über das Gesagte nachdenkt, nachdem die Songs aufgehört haben zu spielen. Irgendetwas muss in Schottland im Wasser sein, denn dies ist eine der besten Platten, die ich seit dem Debüt von Aereogramme gehört habe“.
Jim Adkins von Jimmy Eat World postete einen Blogeintrag auf dem offiziellen Myspace-Profil der Band, in dem er schrieb, dass: „[The Midnight Organ Fight] war mein Lieblingsalbum des Jahres. So eine großartige Kombination aus Text und Darbietung. Außerdem war es einer der besten Live-Acts, die ich dieses Jahr erleben durfte. Ich bin wirklich gespannt, was 2009 für diese Jungs bringt“.

## Auszeichnungen
The Midnight Organ Fight fand sich in den Jahren nach seiner Veröffentlichung auf mehreren „Must-Have“-Listen, die von verschiedenen Musikzeitschriften, Netzwerken und anderen Medien zusammengestellt wurden.
Bill Cummings von God Is in the TV meinte, dass es der Band gelungen sei, „einen üppigeren Sound zu entwickeln, der ihre einzigartige Fähigkeit zeigt (im Gegensatz zu vielen anderen Bands), persönliche Erfahrungen auf einer fast hymnischen, universellen Ebene zu vermitteln. Scotts Songs vermitteln ehrliche Geschichten von gewöhnlichen Menschen mit einem scharfen, bissigen Witz über eine eloquente, gefühlvolle, moderne Garage-Pop-Ästhetik“.
Drowned in Sound wählte das Album auf Platz zwei ihrer „Best Albums of 2008“-Liste, und Alexander Tudor schrieb: „Tatsache ist, dass Gelegenheitshörer das kaufen, was man ihnen sagt, wenn es Melodien und einen Slogan hat, was bedeutet, dass die Radiowellen immer mit Unsinn verseucht sind und wir davon ausgehen, dass das normal ist. Aber Mundpropaganda bedeutet etwas, sie bedeutet, dass du weiter zuhörst, vielleicht bedeutet sie, dass du das Album geliebt hast, dass du das Gefühl hattest, es sei deins, und die Stimmen, die du abgegeben hast, zeigen uns, dass der Nicht-So-Gelegenheits-Hörer sich für die Worte interessiert, die er/sie hört; in diesem Fall ein Album über Trennung und Versagen, mit den grausamsten Darstellungen seit Arab Strap und einer moralischen Komplexität, die Belle & Sebastian in den Schatten stellt“.
Auf der Liste der Alben des Jahres von The Fly rangierte es auf Platz 27. Stephen Brolan erklärte: „The Midnight Organ Fight mag eine bittere, bittere Geschichte über das Ende von Beziehungen sein, aber es ist auch eines der liebenswertesten und unterhaltsamsten Alben des Jahres. Eine perfekte Synthese aus Pop-Genialität und emotionalem Aufruhr“.
The Midnight Organ Fight erschien auch in der NME-Liste der Alben des Jahres auf Platz 36, und wurde auch in den Artikel „Greatest Albums of the Decade“ aufgenommen. In letzterem meinte Barry Nicholson: „Es ist ein dunkler Tunnel, aber diese Platte ist es wert“.
Finbarr Bermingham von The Skinny bezeichnete das Album als das viertbeste in Schottland zwischen 2000 und 2009. Er merkte an: „Der Versuch, ein Highlight des Albums zu bestimmen, war eine Übung in Vergeblichkeit. Im Laufe von 18 Monaten hat sich jeder einzelne der zehn Tracks als Anwärter angeboten. Das Songwriting hier ist akkumulativ: Es bedient sich aus einer Reihe von Stilen, um ein nahezu perfektes Ganzes zu schaffen; eine makellose Indie-Pop-Platte“.
Das amerikanische Magazin Treble nahm das Album in seine Liste der besten Alben der 00er Jahre auf und schrieb, die Band habe „mit dem epischen, emotionsgeladenen The Midnight Organ Fight die Türen weit aufgestoßen. Wenn es ein Album aus dem Jahr 2008 mit fantastischeren Melodien gibt, dann habe ich es sicher noch nicht gehört. Um ihre eigenen Texte zu paraphrasieren, sie sind besser denn je.“
Das Album wurde zum Jahresende auch von verschiedenen anderen Medien in Bestenlisten aufgenommen, darunter Alternative Ulster, The A.V. Club, Magnet, Lost at Sea, Pitchfork, und The Village Voice.
2021 wurde The Midnight Organ Fight von der Scottish Music Industry Association mit dem ersten Modern Scottish Classic Award ausgezeichnet.

## Titelliste
Alle Texte stammen von Scott Hutchison; die Musik wurde von Frightened Rabbit komponiert, sofern nicht anders angegeben.
| Nr.          | Titel                  | Länge |
| ------------ | ---------------------- | ----- |
| 1.           | The Modern Leper       | 3:48  |
| 2.           | I Feel Better          | 2:51  |
| 3.           | Good Arms vs. Bad Arms | 5:07  |
| 4.           | Fast Blood             | 3:47  |
| 5.           | Old Old Fashioned      | 3:43  |
| 6.           | The Twist              | 3:31  |
| 7.           | Bright Pink Bookmark   | 1:13  |
| 8.           | Head Rolls Off         | 3:44  |
| 9.           | My Backwards Walk      | 3:30  |
| 10.          | Keep Yourself Warm     | 5:33  |
| 11.          | Extrasupervery         | 1:18  |
| 12.          | Poke                   | 4:36  |
| 13.          | Floating in the Forth  | 4:14  |
| 14.          | Who’d You Kill Now?    | 1:05  |
| Gesamtlänge: | Gesamtlänge:           | 48:00 |

| Nr.          | Titel                         | Autor(en)                     | Länge |
| ------------ | ----------------------------- | ----------------------------- | ----- |
| 15.          | Don’t                         |                               | 3:34  |
| 16.          | Set You Free (N-Trance-Cover) | Kevin O’Toole, Dale Longworth | 2:51  |
| 17.          | Soon Go                       |                               | 4:27  |
| Gesamtlänge: | Gesamtlänge:                  | Gesamtlänge:                  | 11:38 |

## Besetzung
Die folgenden Personen trugen zu The Midnight Organ Fight bei:
Frightened Rabbit
- Scott Hutchison: Gesang, Gitarre, Liedtext, Artwork
- Billy Kennedy: Gitarre, E-Bass, Tasteninstrumente
- Grant Hutchison: Schlagzeug, Schlaginstrumente, Begleitgesang

Produktion
- Peter Katis: Produzent, Toningenieur, Abmischung
- Alan Douches: Mastering
- Jeremy Backofen: Assistenztoningenieur
- Kevin McMaho: Assistenztoningenieur
- Greg Giorgio: Assistenztoningenieur
- Dave Thomas: Layout

## Jubiläums-Coveralbum

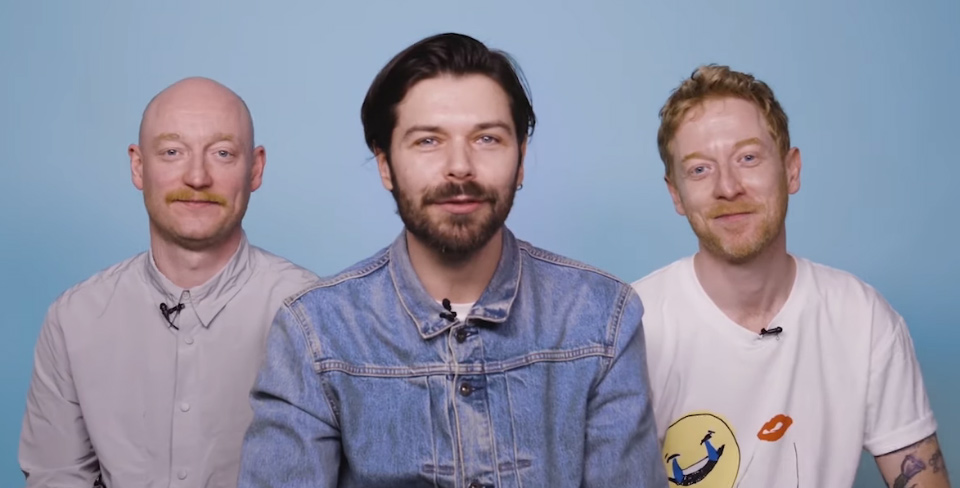
Die schottische Band Biffy Clyro steuerte das Cover zu The Modern Leper zu dem Jubiläums-Coveralbum bei (2020).

Anlässlich des 10-jährigen Jubiläums von The Midnight Organ Fight beschloss die Band, sich an befreundete Musiker und Tourneekollegen zu wenden, um Coverversionen des gesamten Albums aufzunehmen. Das Coveralbum sollte im Sommer 2018 erscheinen, aber das Projekt wurde nach dem Tod von Scott Hutchison verschoben und erschien im Juli 2019 unter dem Titel Tiny Changes: A Celebration of Frightened Rabbit’s ‘The Midnight Organ Fight’. Die Tracks wurden alle vor Hutchisons Tod aufgenommen und von ihm genehmigt; er hatte auch an der Covergestaltung des Albums mitgearbeitet. Das Album enthält Liner Notes von den verbleibenden Mitgliedern von Frightened Rabbit sowie den beteiligten Künstlern.
Zur Veröffentlichung sagte Grant Hutchison: „Dieses Album hat viel für uns persönlich getan, es hat viel für uns als Band getan, es hat viel für die Leute getan, die es vor 10 Jahren gehört haben und viel für die Leute seitdem … Jeder auf [der Kompilation] hat eine Rolle in unserem persönlichen Leben und in unserer Karriere gespielt. Wir erzählen die Geschichte eines Albums, und das geht am besten, wenn die Leute, die es im Laufe der Jahre mit uns geteilt haben, ihre Seite erzählen […] Ihre Interpretation des Albums ist genauso wichtig. Wenn du ein Album veröffentlichst, gehört es dir nicht mehr. Sobald es draußen ist, gehört es allen anderen. Das war eine gute Möglichkeit zu hören, was die Leute, mit denen wir auf Tournee waren, unsere Kollegen, was es für sie bedeutet hat“.
Im August 2020 veröffentlichten Biffy Clyro eine Record Store Day 7-Zoll-Single mit dem Titel Moderns, die ihre Versionen von The Modern Leper und David Bowies Modern Love enthielt und deren Erlös an die Wohltätigkeitsorganisation für psychische Erkrankungen Tiny Changes ging.
| Nr.          | Titel                  | Musik                          | Produzent                        | Länge   |
| ------------ | ---------------------- | ------------------------------ | -------------------------------- | ------- |
| 1.           | The Modern Leper       | Biffy Clyro                    | Adam Noble, Biffy Clyro          | 3:21    |
| 2.           | I Feel Better          | Oxford Collapse                | Oxford Collapse                  | 3:34    |
| 3.           | Good Arms vs. Bad Arms | Fiskur                         | Ross Clark                       | 4:13    |
| 4.           | Fast Blood             | Right on Dynamite              | Mike Kutchman, Right on Dynamite | 3:49    |
| 5.           | Old Old Fashioned      | Josh Ritter                    | Zachariah Hickman                | 3:53    |
| 6.           | The Twist              | Wintersleep                    | Wintersleep                      | 3:31    |
| 7.           | Bright Pink Bookmark   | The Philistines Jr.            | Peter Katis                      | 3:02    |
| 8.           | Head Rolls Off         | Craig Finn                     | Craig Finn                       | 3:58    |
| 9.           | My Backwards Walk      | Harkin, Sarah Silverman        | Katie Harkin                     | 3:40    |
| 10.          | Keep Yourself Warm     | Benjamin Gibbard               | Benjamin Gibbard                 | 5:33    |
| 11.          | Extrasupervery         | Inletts                        | Jeff Zeigler                     | 3:18    |
| 12.          | Poke                   | Daughter                       | Elena Tonra, Igor Haefeli        | 5:07    |
| 13.          | Floating in the Forth  | The Twilight Sad               | The Twilight Sad                 | 3:52    |
| 14.          | Who’d You Kill Now?    | Aaron Dessner, Lauren Mayberry | Aaron Dessner                    | 1:32    |
| 15.          | The Modern Leper       | Julien Baker                   | Julien Baker                     | 4:28    |
| 16.          | The Twist              | Piano Bar Fight                | Piano Bar Fight                  | 4:26    |
| 17.          | My Backwards Walk      | Manchester Orchestra           | Andy Hull, Robert McDowell       | 3:37    |
| Gesamtlänge: | Gesamtlänge:           | Gesamtlänge:                   | Gesamtlänge:                     | 1:04:54 |